# Бен Чилвел
Бенџамин Џејмс Чилвел (енгл. Benjamin James Chilwell; Милтон Кинс, 21. децембар 1996) професионални је енглески фудбалер који тренутно игра у енглеској Премијер лиги за Кристал палас и репрезентацију Енглеске на позицији левог бека.